# فرديناند إيكستاين
فرديناند إيكستاين (بالفرنسية: Ferdinand Eckstein)‏ هو مستشرق وكاتب مسرحي وصحفي وضابط شرطة وفيلسوف فرنسي وألماني ودنماركي، ولد في 1 سبتمبر 1790 في كوبنهاغن في الدنمارك، وتوفي في 25 نوفمبر 1861 في باريس في فرنسا.